# Интернет-права
Интернет-права: Защита свободы слова в эпоху цифровых технологий (англ. Cyber Rights: Defending Free speech in the Digital Age) — книга в жанре документальной прозы, посвящённая информационному праву, написанная юристом и активистом движения за свободу слова Майком Годвином. Книга была опубликована в 1998 году издательством Times Books. В 2003 году она была переиздана издательством The MIT Press.
Годвин окончил правовую школу при Техасском университете в Остине и стал первым штатным юристом фонда EFF. В своей книге Годвин излагает свою точку зрения на юридические вопросы и исторические аспекты свободы слова в интернете. Он делится своим опытом защиты свободы слова и заявляет о том, что «средством от ущемления свободы слова является само слово». Годвин делает особый акцент на том, что положения, регулирующие выражение идей в интернете, в соответствии с первой поправкой имеют отражение на свободе слова в других СМИ.
Книга получила в основном положительные отзывы. Так, журнал Library Journal, рекомендовал её «всем, кто небезынтересна свобода самовыражения в интернете и демократическое общество», журнал Publishers Weekly отметил «необычно широкий взгляд на свободу слова», но также отметил то, что Годвин смотрит на проблемы через «розовые очки», газета же The Philadelphia Inquirer назвала книгу одним из лучших произведений 1998 года.